# Jelisaveta Načić

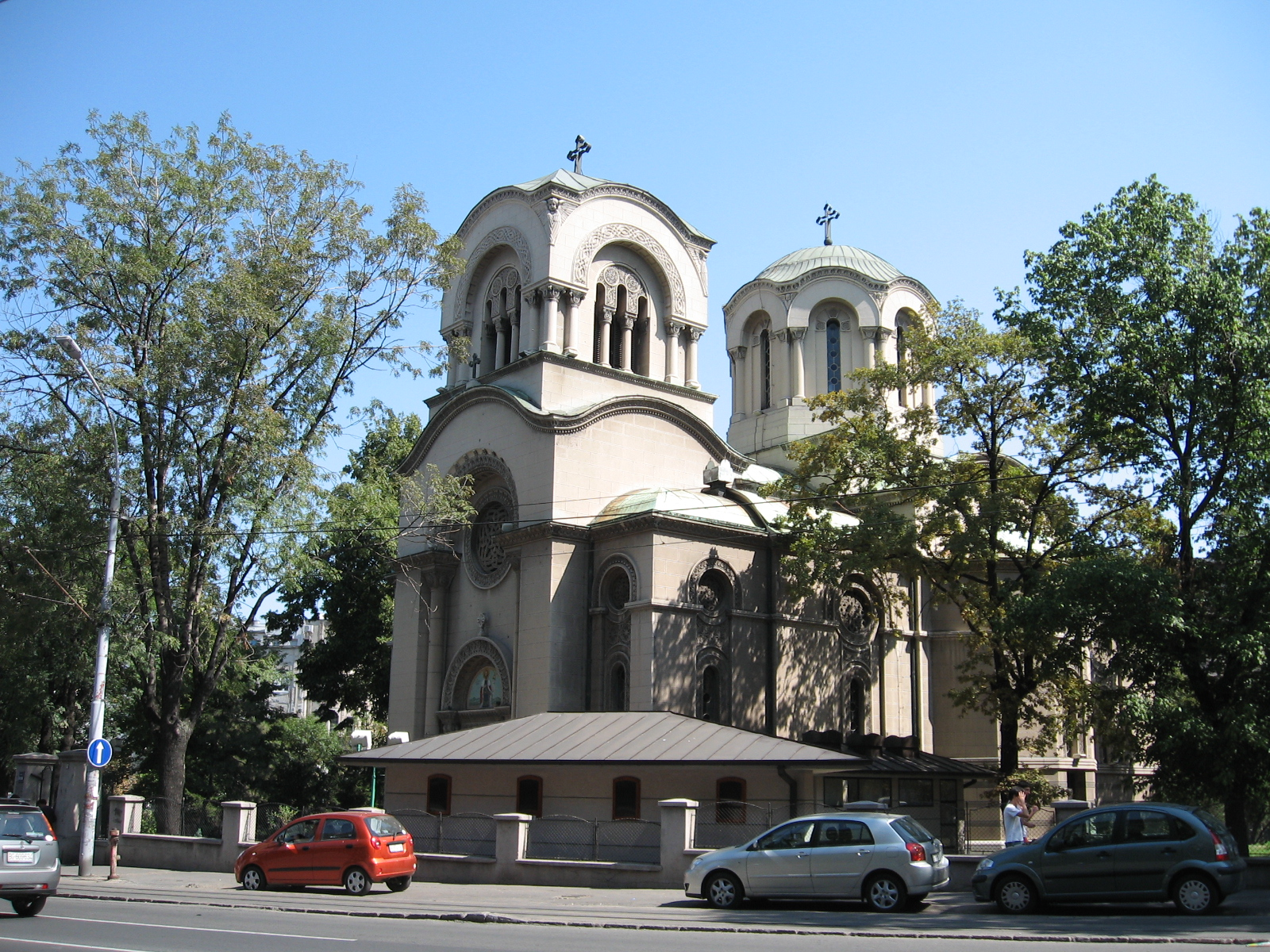
Iglesia San Alexander Nevsky, Belgrado (1929)

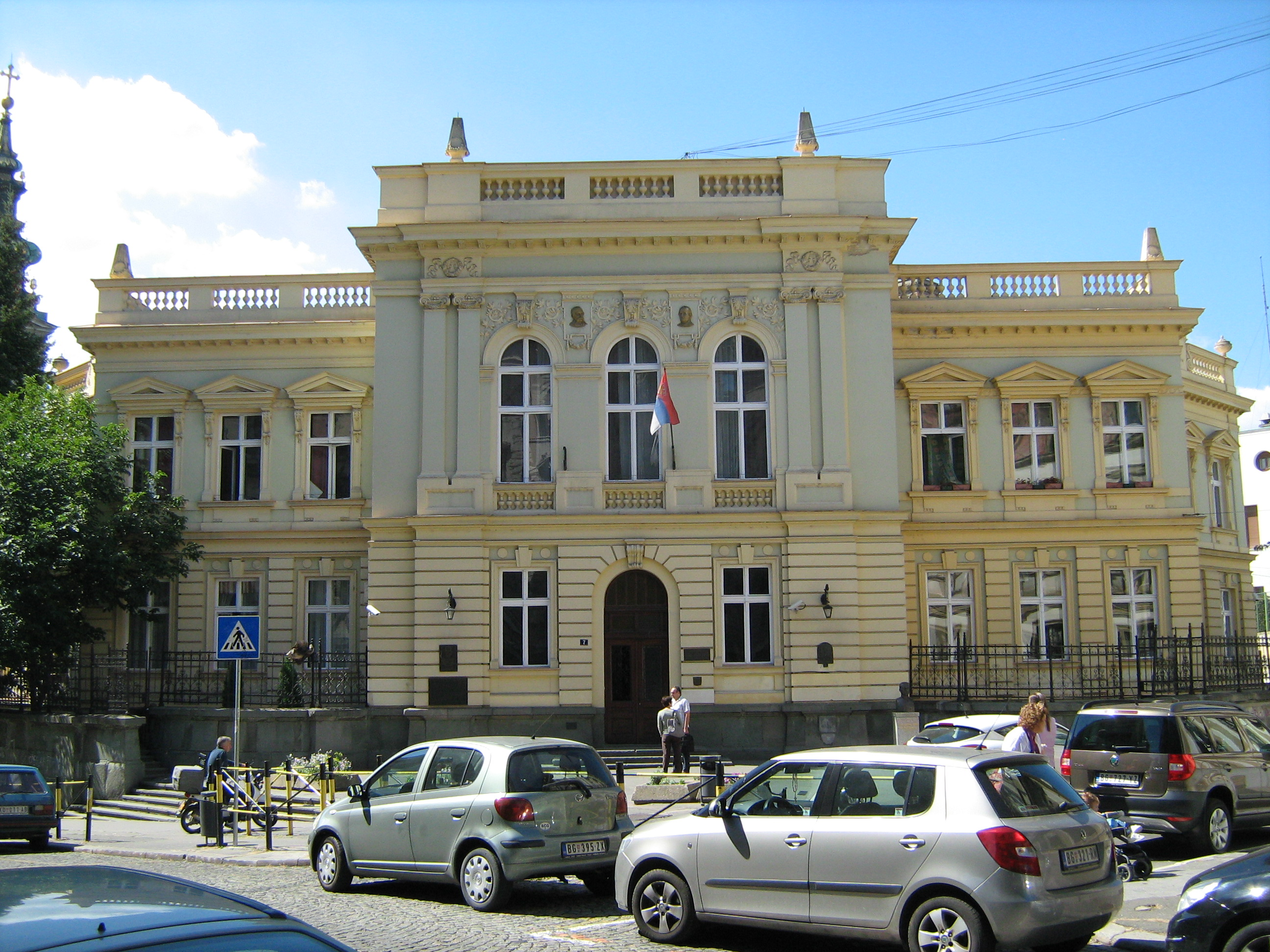
Escuela Primaria Rey Pedro I, 1918

Jelisaveta Načić (Belgrado, Serbia, 31 de diciembre de 1878- Dubrovnik, Croacia, 6 de junio de 1955) fue una arquitecta de origen serbio. Trabajó en el campo del diseño urbano y arquitectónico para la Municipalidad de la ciudad de Belgrado y también de manera particular. Fue pionera por ser la primera arquitecta de su país.

## Primeros años
Jelisaveta Načić inició sus estudios en 1896 en la Escuela Politécnica de la Universidad de Belgrado y se graduó en 1900 a la edad de 22 años. Fue la primera mujer en entrar a la Escuela Técnica y formó parte de la primera generación de arquitectos egresados de esta Universidad. Abrió el camino al empleo de las mujeres en el sector público, e inspiró a muchas a adentrarse en profesiones hasta entonces reservadas de manera exclusiva a los hombres. en un país donde a finales de siglo, sólo el 7% de las mujeres tenían la alfabetización elemental y la docencia era la única posibilidad de acercarse al mundo académico y laboral.

## Trayectoria
Načić comenzó su carrera como dibujante en el Ministerio de la Construcción y dos años más tarde aprobó el examen estatal para obtener el cargo de Arquitecta de la ciudad de Belgrado. A pesar de estar calificada, no pudo acceder al puesto, ya que por ley, el título de alto funcionario público no podía ser atribuido a una persona de sexo femenino. Por ese entonces, el requisito era haber completado el servicio militar, lo que dejaba fuera a las mujeres. Jelisaveta Načić no declinó y siguió trabajando en la administración pública, en el Departamento de Arquitectura de la Municipalidad de Belgrado. Načić desarrolló las tareas con la amplitud y responsabilidades de una arquitecta municipal pero solo en la práctica, no en el reconocimiento oficial del cargo.
En 1903 obtiene el tercer lugar en el Concurso para un mausoleo de la dinastía Karadjordjevic en la iglesia de San Jorge, en Topola. Este éxito le trajo reconocimientos y muchos encargos privados en los años siguientes.

## Obras y proyectos
Su primer proyecto fue el diseño de la Pequeña Escalera en el parque Kalemegdan en 1903.
Su obra más conocida es la Escuela Primaria Rey Pedro I, iniciada en 1905 y construida en el casco antiguo de Belgrado. Este edificio se culminó en 1918 y es aún hoy uno de los ejemplos más importantes de la arquitectura pública de Serbia de principios del siglo XX. Otro de sus edificios públicos fue el Pabellón de la Tuberculosis de 1912, el primer hospital de este tipo en Serbia. Un edificio funcional, con una gran terraza de sol, que fue demolido en 1919.
Načić proyectó una serie de viviendas particulares y edificios de apartamentos. Entre ellas destacan, las residencia del librero Marko Markovic, a partir de 1904; la casa del coronel BoÏidar Krstic construida en 1904 o el Conjunto de viviendas Obreras en los Balcanes de 1911. Estos últimos se caracterizan por una arquitectura, sin ornamentos, con apartamentos funcionales, pero de bajo coste.
De entre los aportes a la planificación que realizó desde la Administración, sobresalen el ordenamiento del barrio y la plaza central de Terazije, así como el rediseño urbano del siglo XX para el gran parque Kalemegdan, que junto a la fortaleza, constituyen un monumento cultural para la ciudad de Belgrado. La ordenación de este parque había comenzado en 1869 y trabajó sobre dibujos preliminares realizados por su antiguo profesor, Dimitrije T. Leko.
Jelisaveta Načić también se dedicó a la arquitectura religiosa; San Alexander Nevsky en Belgrado, de 1909 -finalizada en 1930- y San Arcángel Miguel en Stimlje, Kosovo – de 1920 a 1922-, ambas fueron interrumpidas por la guerra. La primera fue reconstruida por Popovic y Androsov, y aunque fue iniciada sobre la base del proyecto original, no se sabe si el actual guarda alguna similitud, y la segunda fue completada, de acuerdo con el diseño de Načić y vuelta a reconstruir en 2004.
La Iglesia de San Alexander Nevsky fue construida en 1877, en memoria a St. Alexander Nevsky. En 1891 fue reemplazada por otra iglesia de mayores dimensiones. El proyecto diseñado por Jelisaveta Načić comenzó a construirse en 1912, pero el comienzo de la Primera Guerra Mundial obligó a detener la obra. La misma será retomada y finalizada entre 1928 y 1929. En los coros de la iglesia se encuentran los monumentos dedicados a los soldados muertos en las guerras de liberación (1876-1918), así como los dedicados al zar ruso Nicolás II y al rey Aleksandar I Karađorđević.
La Primera Guerra Mundial truncó la carrera profesional de Jelisaveta Načić. El Arco de Terazije, construido en honor al ejército serbio por las guerras de los Balcanes que ella misma había diseñado en 1913, le valió la reclusión en un campo de Neusiedl, Hungría. Allí tuvo una hija y allí se casó. Terminada la guerra, se trasladó a Dubrovnik. No volvió a ejercer la arquitectura. El Estado por la República Popular Federativa de Yugoslavia le concedió una compensación poco antes de su muerte, pero nunca obtuvo una pensión oficial por su trabajo.
La obra de Jelisaveta Načić fue muy fecunda para una trayectoria que duró apenas 16 años.

## Premios, honores y reconocimiento
Su nombre está presente en la memoria urbana de la ciudad. Dos de sus edificios, la casa Markovic y la Escuela, están catalogados como patrimonio cultural, y en 2004, le dieron su nombre a la calle frente al complejo de viviendas. Hay en marcha, una iniciativa para la creación de un parque en su memoria junto a estas viviendas.